# Atletiek op de Olympische Zomerspelen 1996 – 50 kilometer snelwandelen mannen
Het 50 kilometer snelwandelen voor mannen op de Olympische Spelen van 1996 in Atlanta vond plaats op 2 augustus 1996. In totaal namen er 60 atleten deel uit 34 landen.

## Records
Voor dit onderdeel waren het wereldrecord en olympisch record als volgt.
| Wereldrecord     | 3:37.41 | Andrej Perlov        | URS | Leningrad | 5 augustus 1989   |
| Olympisch record | 3:38.29 | Vjatsjeslav Ivanenko | URS | Seoel     | 30 september 1988 |

## Uitslag
De volgende afkortingen worden gebruikt:
- DSQ Gediskwalificeerd
- DNF Niet gefinisht
- OR Olympisch record

| Rang   | Naam                   | Land | Tijd    |
| ------ | ---------------------- | ---- | ------- |
| Goud   | Robert Korzeniowski    | POL  | 3:43.30 |
| Zilver | Michail Sjtsjennikov   | RUS  | 3:43.46 |
| Brons  | Valentí Massana        | ESP  | 3:44.19 |
| 4      | Arturo Di Mezza        | ITA  | 3:44.52 |
| 5      | Viktor Ginko           | BLR  | 3:45.27 |
| 6      | Ignacio Zamudio        | MEX  | 3:46.07 |
| 7      | Valentin Kononen       | FIN  | 3:47.40 |
| 8      | Sergey Korepanov       | KAZ  | 3:48.42 |
| 9      | Daniel García          | MEX  | 3:50.05 |
| 10     | Tim Berrett            | CAN  | 3:51.28 |
| 11     | Aleksandar Raković     | SCG  | 3:51.31 |
| 12     | Axel Noack             | GER  | 3:51.55 |
| 13     | Giovanni Perricelli    | ITA  | 3:52.31 |
| 14     | Zhang Huiqiang         | CHN  | 3:53.10 |
| 15     | Thomas Wallstab        | GER  | 3:54.48 |
| 16     | Héctor Moreno          | COL  | 3:54.57 |
| 17     | Julio Urías            | GUA  | 3:56.27 |
| 18     | Germán Sánchez         | MEX  | 3:57.47 |
| 19     | René Piller            | FRA  | 3:58.00 |
| 20     | Roman Mrázek           | SVK  | 3:58.20 |
| 21     | Štefan Malík           | SVK  | 3:58.40 |
| 22     | Jaime Barroso          | ESP  | 4:01.09 |
| 23     | Modris Liepiņš         | LAT  | 4:01.12 |
| 24     | Allen James            | USA  | 4:01.18 |
| 25     | Nikolay Matyukhin      | RUS  | 4:01.49 |
| 26     | Andrzej Chylinski      | USA  | 4:03.13 |
| 27     | Miloš Holuša           | CZE  | 4:03.16 |
| 28     | Martial Fesselier      | FRA  | 4:04.42 |
| 29     | Tadahiro Kosaka        | JPN  | 4:05.57 |
| 30     | Antero Lindman         | FIN  | 4:07.58 |
| 31     | Pascal Charrière       | SUI  | 4:10.20 |
| 32     | Peter Tichý            | SVK  | 4:10.55 |
| 33     | Craig Barrett          | NZL  | 4:15.15 |
| 34     | Chris Maddocks         | GBR  | 4:18.41 |
| 35     | Daugvinas Zujus        | LTU  | 4:23.35 |
| 36     | José Magalhães         | POR  | 4:27.37 |
| —      | Duane Cousins          | AUS  | DNF     |
| —      | Giovanni De Benedictis | ITA  | DNF     |
| —      | Jesús Ángel García     | ESP  | DNF     |
| —      | Jani Lehtinen          | FIN  | DNF     |
| —      | Yevgeny Misyulya       | BLR  | DNF     |
| —      | Andrey Plotnikov       | RUS  | DNF     |
| —      | Vitaliy Popovych       | UKR  | DNF     |
| —      | Hubert Sonnek          | CZE  | DNF     |
| —      | Ronald Weigel          | GER  | DNF     |
| —      | Simon Baker            | AUS  | DQ      |
| —      | Hugo López             | GUA  | DQ      |
| —      | Mao Xinyuan            | CHN  | DQ      |
| —      | Herm Nelson            | USA  | DQ      |
| —      | Thierry Toutain        | FRA  | DQ      |
| —      | Zhao Yongsheng         | CHN  | DQ      |